# Seenotrettungsstation Damp
Die Seenotrettungsstation Damp ist ein Stützpunkt der Deutschen Gesellschaft zur Rettung Schiffbrüchiger (DGzRS) an der Ostsee in Schleswig-Holstein.

## Geschichte
1917 wurden im Bereich Damp durch die Deutsche Gesellschaft zur Rettung Schiffbrüchiger erste Anlagen zur Seenotrettung eingerichtet. Die Gesellschaft stellte einen sogenannten Raketenapparat auf, mit dem Seenotrettung von der Küste aus mithilfe von abgeschossenen Leinen möglich war. Eine von hier aus abgefeuerte Rakete konnte 700 Meter Entfernung überbrücken. Der Raketenapparat an der Küste südlich von Damp war bis zum Zweiten Weltkrieg im Einsatz. Am 11. Mai 1971 wurde die heutige Seenotrettungsstation gegründet. Hierfür wurde das Seenotrettungsboot MARTJE in Damp stationiert.
1977 folgte das 1971 in Niendorf vom Stapel gelaufene  Seenotrettungsboot KAATJE. Zwischen 1985 und 1990 lief die UMMA von Damp und Eckernförde aus zu Einsätzen aus. Das sieben Meter lange Boot konnte eine Geschwindigkeit von zehn kn erreichen und war 1971 an der Unterweser vom Stapel gelaufen. Von 1992 bis 2017 war die 8,5  m lange KARL VAN WELL in Damp stationiert. Mit der KARL VAN WELL begleiteten die Seenotretter der Station Damp jährlich die Kieler Woche.
Im Jahr 2012 wurde der Neubau des Damper Hafenmeisterhauses fertiggestellt. Die Station der DGzRS bezog die Räumlichkeiten im Obergeschoss.
Bei der Sturmflut am 20. und 21. Oktober 2023 wurde der Hafen Damp und auch der Liegeplatz des Rettungsbootes total zerstört. Seit diesem Zeitpunkt ist der Hafen geräumt und gesperrt. Wann der Wiederaufbau beginnt, war im April 2024 noch nicht klar. Das Rettungsboot liegt auf einem Hilfsliegeplatz neben der Tankstelle.

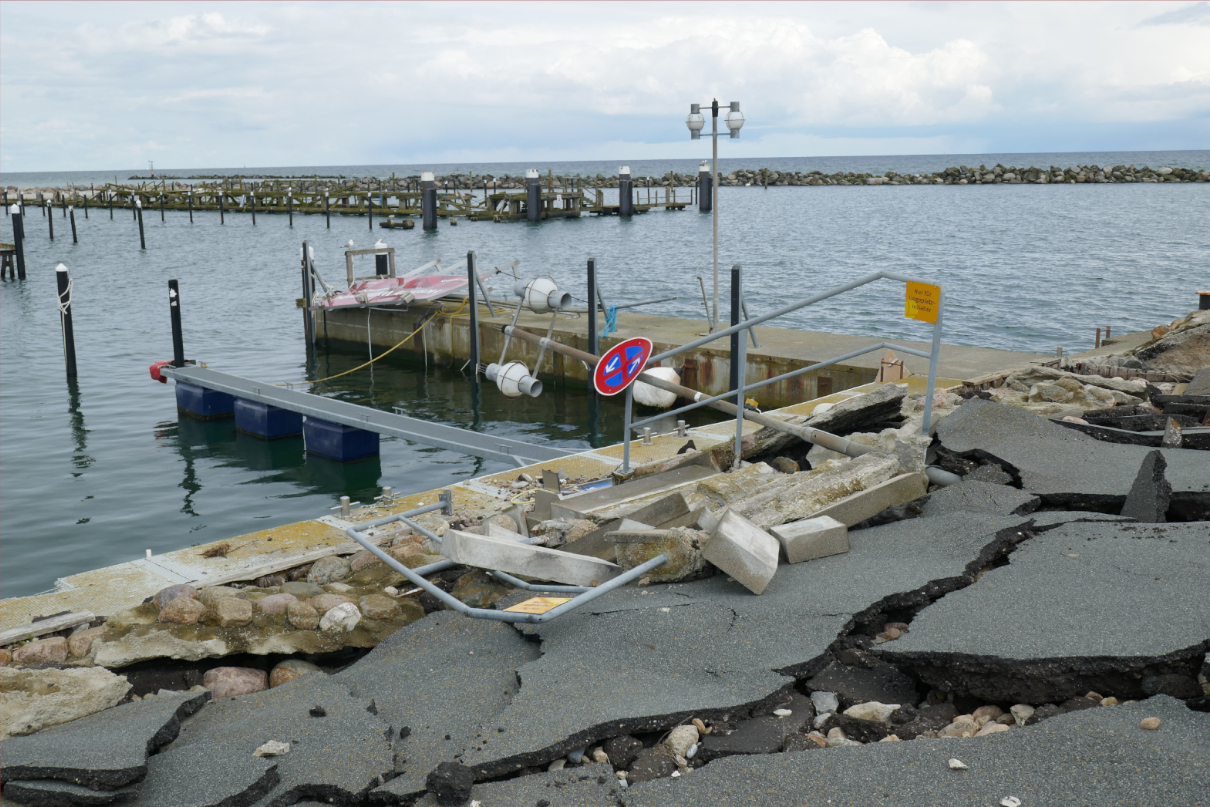
Zerstörter Liegeplatz in Damp (April 2024)
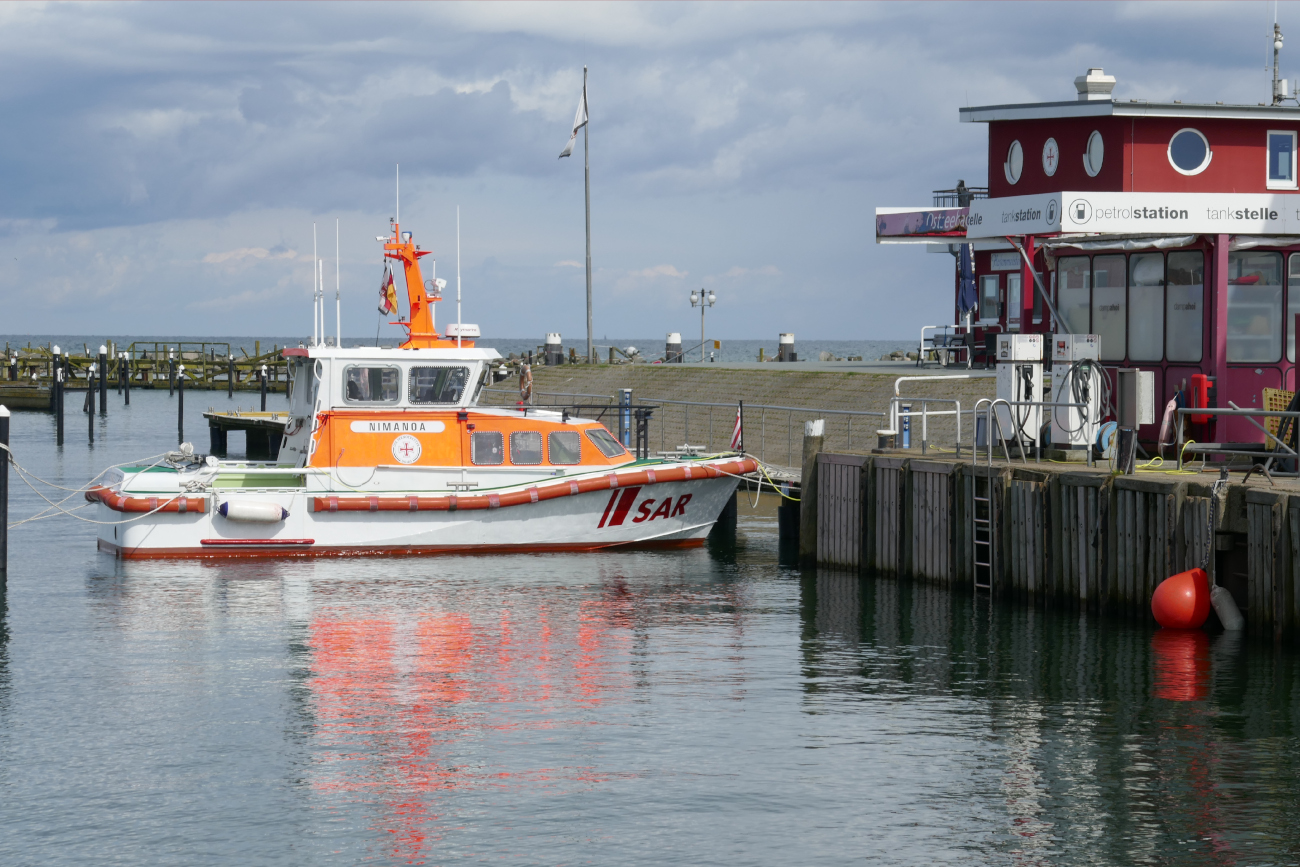
Die NIMANOA am Hilfsliegeplatz Damp, rechts dahinter das Hafenmeistergebäude mit Station

## Aufgabe
Die freiwilligen Seenotretter aus Damp und Umgebung besetzen bei einem Seenotfall kurzfristig ein Seenotrettungsboot (SRB), das im Yachthafen am Steg A der Niebymole zum Einsatz bereit liegt. Im Regelfall erfolgt die Alarmierung durch die Zentrale der DGzRS in Bremen, wo die Seenotleitung Bremen (MRCC Bremen) ständig alle Alarmierungswege für die Seenotrettung überwacht.

## SeenotrettungsbootNimanoa
Seit November 2017 ist die NIMANOA, ein 10,1 Meter langes Boot der aktuellen Bauform 9,5/10,1-Meter-Klasse, im Einsatz. Sie ist der erste von sieben Neubauten der gleichen Klasse, die von der DGzRS bei der Werft Tamsen Maritim in Rostock beauftragt wurden und ersetzte im November 2017 das Seenotrettungsboot der 8,5-Meter-Klasse KARL VAN WELL. Die Seenotretter sichern mit ihr das bei Wassersportlern beliebte Revier vor dem kleinen Ort Damp südlich der Schlei.
Bei einem größerer Notfall im Seegebiet kommt Hilfe von der Seenotrettungsstation Olpenitz mit dem dort stationierten Seenotrettungskreuzer Fritz Knack. Auch gegenseitige Hilfseinsätze erfolgen mit und bei den Rettern der Nachbarstationen:
- Boot der Seenotrettungsstation Eckernförde
- Boot der Seenotrettungsstation Maasholm

## Historie der Seenotrettungsboote
| Stationierung von Seenotrettungsbooten |               |          |                   |                            |         |                          |                              |
| Zeitraum                               | Schiffsname   | Reg.-Nr. | Länge oder Klasse | Anz. Motoren ges. Leistung | Geschw. | vorige Station           | Verlegung nach oder Verbleib |
| 1977 → 1984                            | KAATJE (I)    | KRST 17  | 7-m-Klasse (I)    | 1 → 54 PS                  | 10,0 kn | von Langballigau         | → Fedderwardersiel           |
| 1977 → 1990                            | UMMA (I)      | KRST 21  | 7-m-Klasse (I)    | 1 → 54 PS                  | 10,0 kn | von Eckernförde          | → Norddeich                  |
| 1990 → 1992                            | UMMA (II)     | KRT 13   | 7-m-Klasse (I)    | 1 → 68 PS                  | 10,0 kn | TB auf SRK FRITZ BEHRENS | → Lippe/Weißenhaus           |
| 1992 → 2017                            | KARL VAN WELL | SRB 34   | 8,5-m-Klasse      | 1 → 220 PS                 | 18,0 kn | Neubau                   | ausgemustert                 |
| seit 2017                              | NIMANOA       | SRB 69   | 10,1-m-Klasse     | 1 → 380 PS                 | 18,0 kn | Neubau                   | auf Station                  |

Quellen: 

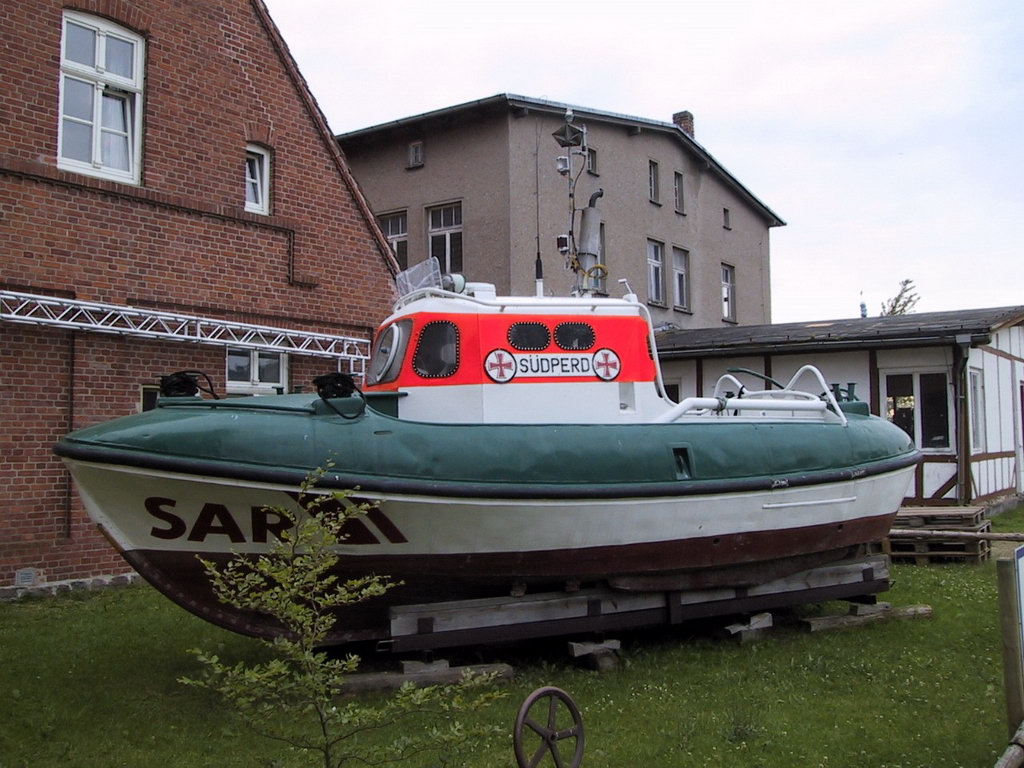
Die ehemalige KAATJE (I)
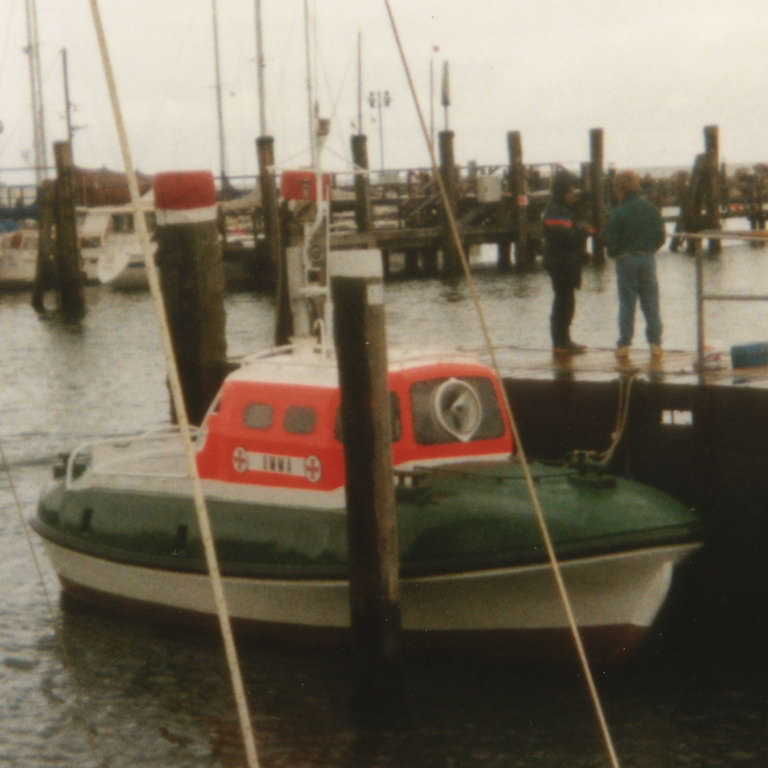
Die UMMA (I) in Damp
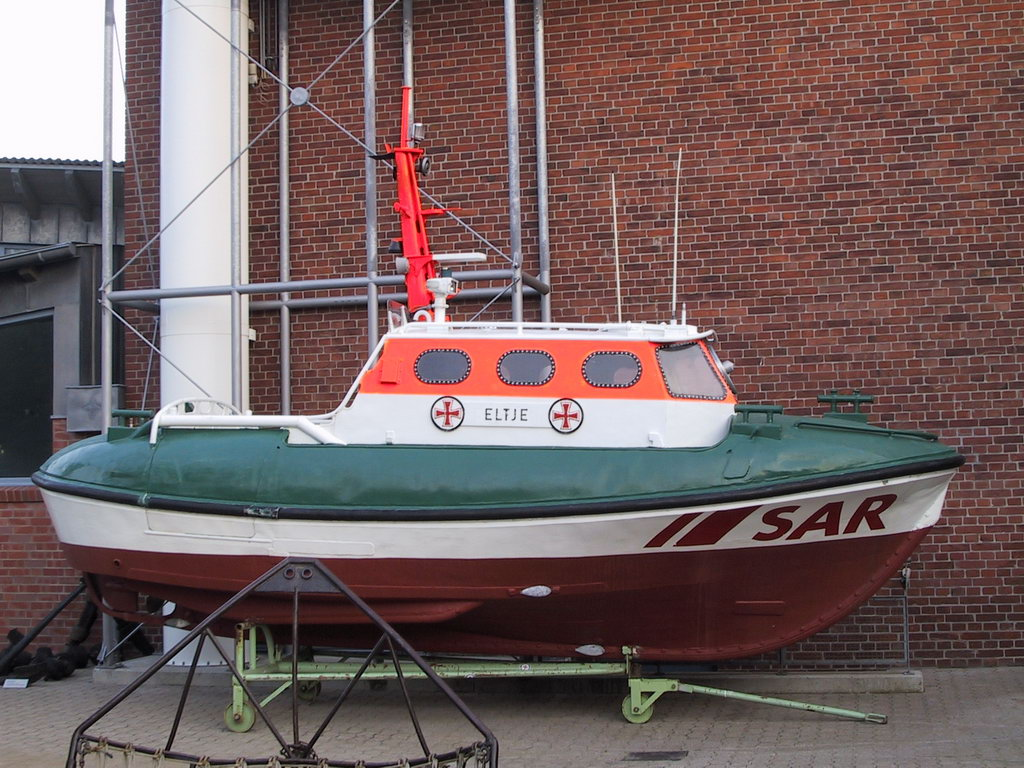
Die ehemalige UMMA (II)
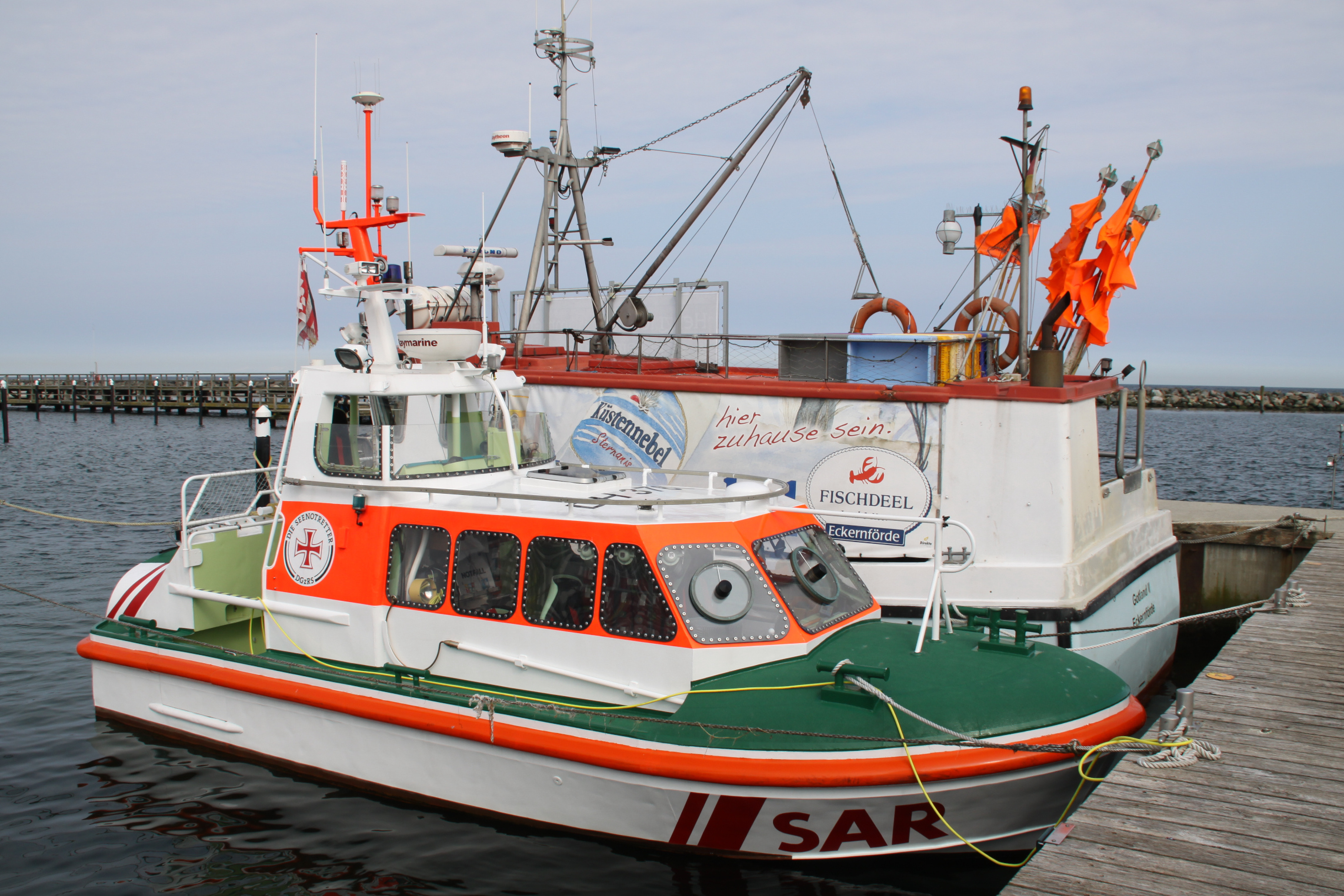
Die KARL VAN WELL in Damp